# MGP Nordic 2002
MGP Nordic 2002 var det først afholdte Nordiske Melodi Grand Prix. De deltagende lande i konkurrencen var Danmark, Norge, og Sverige. Vinderen var Razz fra Danmark.

## Deltagere
Danmark
- Razz – Kickflipper (vinder)
- Morten Fillipsen – Du er ikke som de andre
- Emma – Du er den, som jeg vil ha'

Norge
- To Små Karer – Paybacktime
- Wicked Instinct – Eg e'kkje aleine
- Black Jackets – Aldri mer

Sverige
- Sofie – Superduperkille
- Fairytale – Tills natt blir dag
- Joel – När blev du och jag vi?

## Resultater
1. Razz – 44 point
2. Fairytale – 38 point
3. Wicked Instinct – 36 point
4. Emma – 32 point
5. Morten Filipsen – 32 point
6. Sofie – 26 point
7. To Små Karer – 22 point
8. Joel – 12 point
9. Black Jackets – 10 point
| Eurovision Hjertet | Spire Denne artikel vedrørende Melodi Grand Prix er en spire som bør udbygges. Du er velkommen til at hjælpe Wikipedia ved at udvide den. |